# 澤木律沙
澤木律沙（さわき りさ、1987年10月29日 - ）は千葉県出身のグラビアアイドル。所属事務所はACE。

## 人物
- 趣味：音楽鑑賞（ボサノヴァ）
- 特技：ドラム、テニス

## 出演

### テレビ
- もっこりパラダイス（MONDO21）（2009年〜）
- 鈴木タイムラー（テレビ朝日）（2005年8月14日） - ブートレッグス17号 役

### オリジナルビデオ
- 奇街（2008年4月、禅ピクチャーズ） - 神具谷麗子 役

## リリース作品

### DVD
- EIGHT（2006年、レイフル）
- 究極乙女 澤木律沙（2008年6月、Mediaforce）
- 究極乙女 澤木律沙II（2008年10月、Mediaforce）
- 究極乙女 澤木律沙 Part III（2009年2月、Mediaforce）[1]
- 激写 澤木律沙 Gカップ美少女の限界（2009年5月、日本メディアサプライ）
- 澤木律沙 秘蜜~Secret Body~（2009年8月、ビデオメーカー）
- JUPITER 澤木律沙（2009年11月、ビデオメーカー）

### 写真集
- 海のリサイタル（2005年6月、彩文館出版、撮影：福沢卓弥）ISBN 978-4775600801